# Karl-Heinz Langhoff
Karl-Heinz Langhoff (* 28. Juli 1913 in Rostock; † 18. Dezember 1990 ebenda) war ein deutscher Leichtathlet, der sich auf den Hochsprung spezialisiert hatte.

## Sportliche Karriere
Karl-Heinz Langhoff startete für die WKG Heinkel Rostock, die bis 1945 existierte. Danach war er bei der Sportgemeinschaft der Polizei in Rostock. Er war deutscher Meister im Hochsprung 1942 in Berlin und 1943 in Berlin. 1948 und 1949 siegte er bei den Meisterschaften der SBZ und 1951 wurde er Zweiter der DDR-Meisterschaften. Seine Bestleitung von 1,97 Meter sprang Langhoff sowohl 1942 als auch 1943. 1949 steigerte er den DDR-Rekord bis zur Höhe von 1,92 Meter.
Von 1937 bis 1942 nahm Langhoff an acht offiziellen Länderkämpfen teil.